# Марта Гесслер
Марта Гесслер (пол. Marta Gessler, народилась 2 лютого 1960) — польська рестораторка, автор колонок, книг, власниця квіткового магазину та дизайнер садів. 

## Біографія
Власниця варшавського ресторану «Qchnia Artystyczna» в Уяздовському замку та квіткового магазину «Warsztat Woni». Створила екологічний ресторан «Нове місто» (пол. Nove Miasto) на площі Нового міста у старому місті Варшави. 
Пише фейлетони про кулінарію в додатку до «Газети Виборчої» — «Високі каблуки» (пол. Wysokie Obcasy). Перші кулінарні тексти написала до журналу «Джерело» (пол. Zwierciadło). Публікувала фейлетони «Суцвіття» на тему квітів, садів та дизайну в журналі «Добрий інтер'єр» (пол. Dobre Wnętrze). Вела телепрограму «Кулінарний записник» на TVN Style. 
Має сина Миколая (1986 року народження). 
У 2004 році їй було присвоєно кулінарний Оскар на плебісциті «Кулінарні Оскари» у категорії «Публікація у пресі». 

## Публікації
- Кухня Марти. Кольори смаків., Познань: Публікат, 2007
- Нова художня qchnia. Світова кухня , Краків: Знак, 2005 (співавтор: Агнешка Кренглічка)
- Художня qchnia. Світова кухня , Краків: Знак, 2002 (співавтор: Агнешка Кренглічка)
- Квітостан Марти Гесслер, Варшава: Murator Sp. z o. o., 2002
- Театр на тарілці. Овочева кухня. , Варшава: Рекламне агентство "RR"